# Las Villa (dúo)
Laura Villa Pico y Lucía Villa Pico (Bogotá, Colombia, 25 de julio de 1995), son hermanas mellizas que conforman el dúo colombiano de música pop, más conocido como Las Villa.

## Carrera
Ambas integrantes estudiaron en la escuela de teatro musical Misi donde desarrollaron sus habilidades musicales y desde su temprana edad supieron que querían ser cantantes.
El 2019 firmaron con el sello discográfico Warner Music Latina y lanzaron su primer sencillo "Nadita". En 2021 estrenaron su primer EP El Tracatra que cuenta con colaboraciones de Wisin, Kevvo, Juanfran y Harry Nach.
El 13 de febrero de 2022 realizaron su primer concierto en la Ciudad de México en el Autódromo Hermanos Rodríguez para la Fórmula E 2022.
El 8 de abril de 2022, participaron en la 1°Edición del Festival Equal Colombia de Spotify junto a artistas como Farina, Karen Lizarazo, Ventino y Juliana Velásquez. 
El 9 de junio de 2022, Laura Villa viajó a Berlín, para ver proyectado "Poema" en los Berlín Music Video Awards en el Silver Screen.
El 23 de junio de 2022, Daniela Calle (Calle) y María José Garzón (Poché), mejores amigas del dúo, anunciaron que presentarían su propio reality junto con Prime Video y las cantantes colombianas nos dieron a conocer que serían parte de este proyecto. Todo vía Instagram respectivamente.
El 4 de mayo de 2023, estrenaron su primer álbum titulado "Eclipse", el cual representan las características de ambas cantantes, el Sol representa a Laura y la Luna representa a Lucía.
El 23 de junio de 2023, se estrenó en la plataforma de Prime Video la serie de sus amigas Calle y Poché, titulada Calle y Poché Sin Etiquetas en la cual las cantantes tuvieron participación co-protagónica.

## Discografía

### Sencillos
- 2019 - "Nadita"
- 2020 - "Animal"
- 2020 - "Cuerno" (con LAGOS)
- 2020 - “Si La Ves” (Tainy)
- 2020 - "Mírame" (con Miky Woodz)
- 2020 - "Caníbales" (con Beele)
- 2021 - "Balada para Perrear"
- 2021 - "Dura" (con Juanfran)
- 2021 - "Gira Gira" (con Harry Nach)
- 2021 - "Aventura"
- 2021 - "La Tortura"
- 2021 - "Flow Romántico"
- 2021 - "Fantasía"
- 2021 - "Poema"
- 2022 - "La Carta"
- 2022 - "Dolía" (con Paula Cendejas)
- 2022 - "Brindaré"
- 2022 - "Amor y Sal"
- 2022 - "Corazón Cruzado" (con Nicole Zignago)
- 2022 - "Hello Hello Hola" (con Garry Sandhu, MC Davo, Ikky)
- 2023 - "Bendita" (con Llane)
- 2023 - "Pa Quererte" (con Marco Mares)
- 2024 - "Te Pintaron Pajaritos"
- 2024 - "Down" (versión de Rakim & Ken-Y)
- 2024 - "Fanática Sensual" (versión de Plan B)

#### EPs
- 2021 - El Tracatra
- 2021 - Flow Romántico
- 2024 - Sonata de un Perreo

### Álbumes
- 2023 - Eclipse

## Premios y nominaciones

### Premios Juventud
| Año  | Premios          | Trabajo nominado      | Categoría                      | Resultado | Ref.   |
| ---- | ---------------- | --------------------- | ------------------------------ | --------- | ------ |
| 2021 | Premios Juventud | "Balada para Perrear" | La Coreo Más Hot               | Nominadas | [ 9 ]  |
| 2022 | Premios Juventud | Las Villa             | La Nueva Generación - Femenina | Nominadas | [ 10 ] |

### Premio Lo Nuestro
| Año  | Premios           | Trabajo nominado | Categoría                   | Resultado | Ref.   |
| ---- | ----------------- | ---------------- | --------------------------- | --------- | ------ |
| 2023 | Premio Lo Nuestro | Las Villa        | Artista Revelación Femenina | Nominadas | [ 11 ] |

### Premios Nuestra Tierra
| Año  | Premios                | Trabajo nominado | Categoría             | Resultado | Ref.   |
| ---- | ---------------------- | ---------------- | --------------------- | --------- | ------ |
| 2023 | Premios Nuestra Tierra | Las Villa        | Mejor dúo o grupo pop | Nominadas | [ 12 ] |